# Hermias de Phénicie
Hermias de Phénicie est philosophe de l'école néoplatonicienne d'Athènes, chassé d'Athènes en 529 par Justinien Ier en même temps que Damascios et Simplicios de Cilicie.

## Fermeture de l'école néoplatonicienne d'Athènes (529)
L'empereur byzantin Justinien Ier (483-565), afin d’assurer l’hégémonie de son empire, ce qui supposait à ses yeux l’unité religieuse, lança d'impitoyables édits de proscription contre les païens, les juifs, les ariens, et de nombreuses sectes. Tous étaient exclus du service militaire, des postes publics et de l’enseignement. C'est dans ce cadre qu'une ordonnance prise en 529 et envoyée à Athènes, interdit « d’enseigner la philosophie », d’« expliquer les lois », et de « jouer aux dés ». L'empire romain interdit d’abord l’enseignement de la philosophie hellénique, fit fermer les écoles d'Athènes, dernier asile des lettres et de la philosophie, et finit par en confisquer tous les biens. On estime généralement qu'aucune activité philosophique n’a pu reprendre à Athènes après les mesures d’interdiction de 529.

## Exil de Hermias et des philosophes (529-532)
Sept philosophes furent alors contraints de chercher asile en Perse chez Khosro Ier (Chosroès chez les grecs), roi des Sassanides. Avec Damascios le Diadoque, s’exilèrent Simplicios de Cilicie, Eulamios de Phrygie, Priscien de Lydie, Hermias de Phénicie, Diogène de Phénicie et Isidore de Gaza. En 532, ils s’installèrent à Harrân (Mésopotamie), qui servira de relais vers la culture islamique. L’attrait du régime perse, par opposition au régime chrétien romain, a pu intervenir dans le choix du lieu d’exil des philosophes.
Agathias, le poète historien raconte : « Damascius le Syrien, Simplicius le Cilicien, Eulamius le Phrygien, Priscianus le Lydien, Hermias et Diogène tous deux de Phénicie, Isidore de Gaza, tous ceux-là donc, la fleur la plus noble, pour parler en poète, des philosophes de notre temps, n’étant pas satisfaits de l’opinion dominante chez les Romains concernant le divin, pensèrent que le régime politique des Perses était bien meilleur. »
Les philosophes retournèrent, malgré les instances de Chosroès, dans l’empire byzantin à la faveur de la signature de la paix signée en 532.